# Kontrastowość

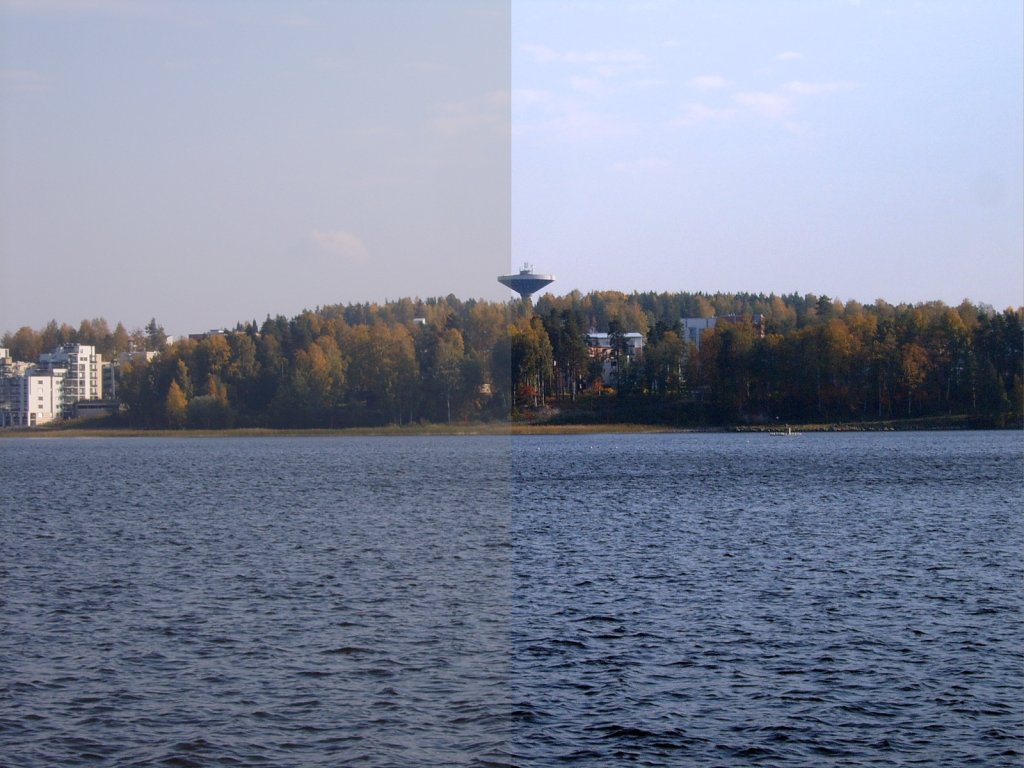
Lewa strona zdjęcia ma mniejszą kontrastowość niż prawa

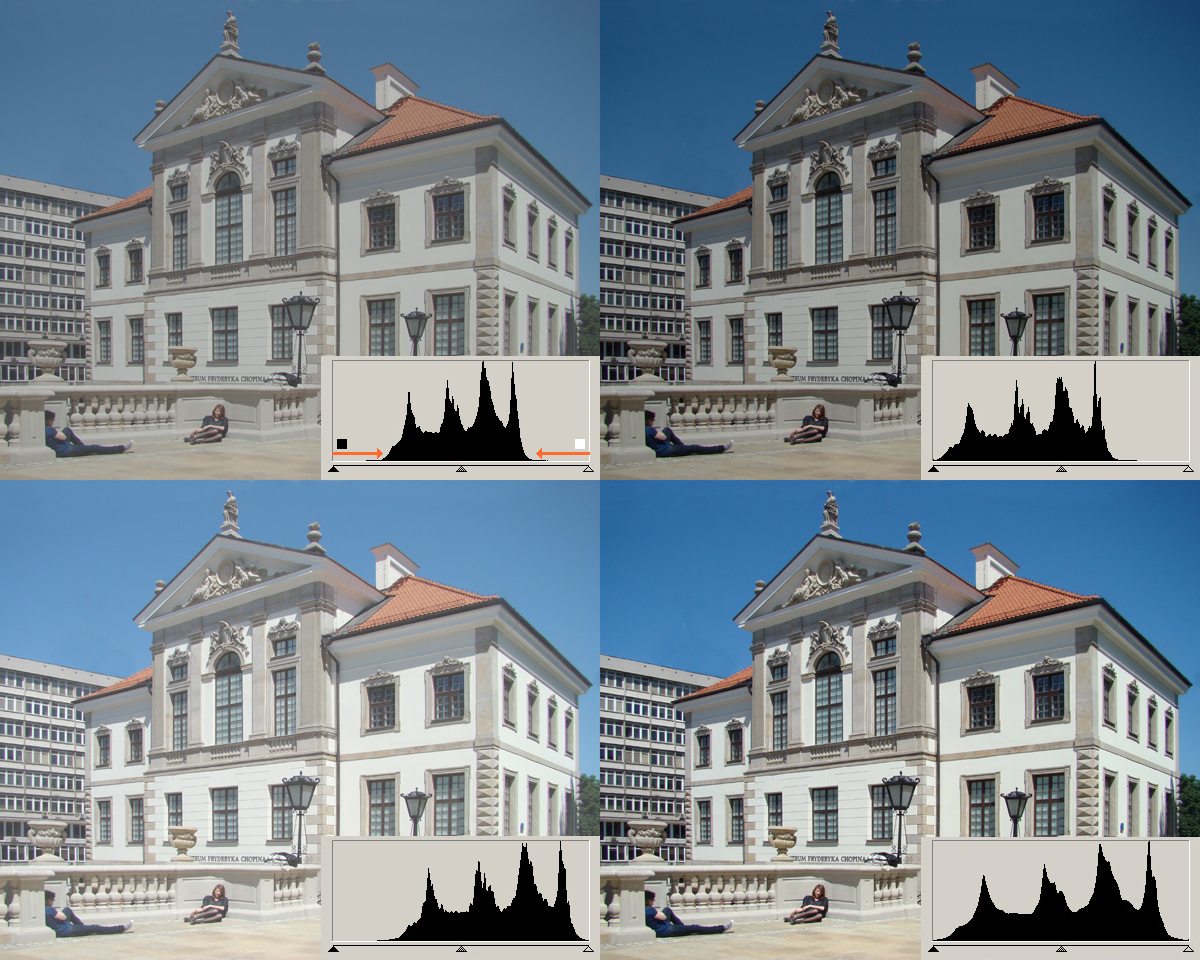
Optymalizacja kontrastu w edytorze obrazu

Kontrastowość, gradacja, twardość – cecha charakterystyczna materiałów światłoczułych, określająca różnice gęstości optycznej, w jakich zostaną odtworzone na obrazie różnice tonalne fotografowanego obiektu.
Miarą kontrastowości jest gradient krzywej charakterystycznej. Kontrastowość materiałów światłoczułych w czasie wywoływania rośnie do pewnej granicy. Materiały negatywowe w filmie mają stosunkowo niską kontrastowość – gradient średni ok. 0,6–0,7, materiały do reprodukcji kreskowej – ok. 3–5.
Istnieje możliwość zmiany kontrastowości obrazu drogą elektronicznego przetwarzania obrazu. Optymalną jakość obrazu uzyskuje się, gdy na obszarze obrazu występują zarówno czyste biele (#FFFFFF), jak i głębokie czernie (#000000). W celu uzyskania określonych efektów artystycznych można skalę tonalna obrazu ograniczyć do tonów jasnych (high key) lub ciemnych (low key).